# Palm Beach (Queensland)
Palm Beach ist ein Stadtteil von Gold Coast im australischen Bundesstaat Queensland. Bei der Volkszählung 2021 lebten dort 16.349 Einwohner.
Palm Beach liegt im Süden von Gold Coast zwischen dem Pacific Highway und der Küste. Die Grenze im Norden bildet der Tallebudgera Creek und im Süden das Mündungsgebiet des Currumbin Creek.

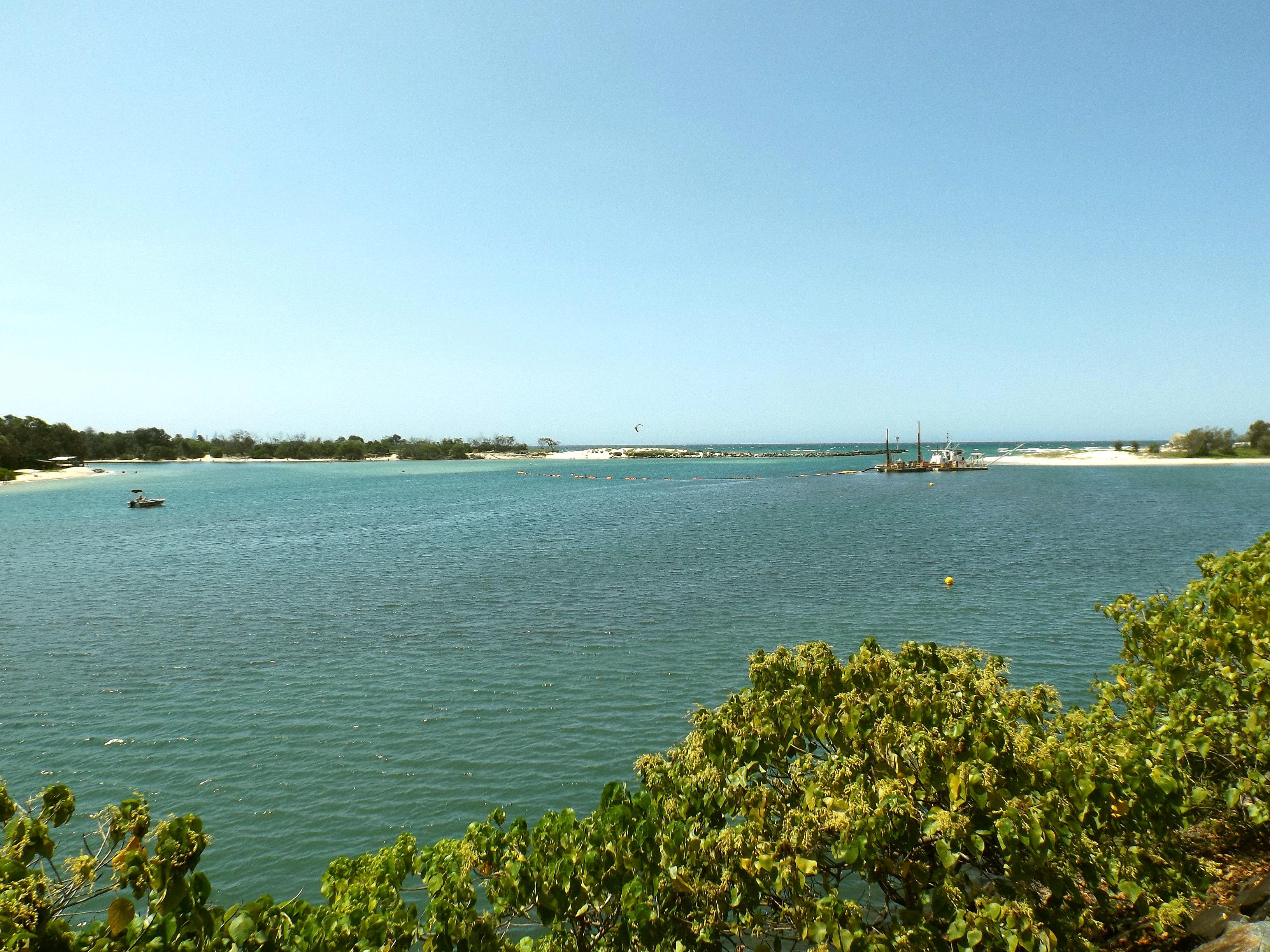
Mündung des Currumbin Creek im Süden

Der Strand von Palm Beach wurde dreimal zum saubersten Strand von Queensland gewählt.
Die Gemeindeaufteilung stammt aus der Mitte der 1950er Jahre. Palm Beach erstreckt sich zu beiden Seiten des Gold Coast Highway, die quer laufenden Ortsstraßen sind fortlaufend mit den Nummern 1 bis 28 bezeichnet. Zwischen der Autobahn und dem Strand am südlichen Ende des Orts verbindet die schmale Jefferson Lane die Straßen. Dort stehen einige der ältesten Gebäude von Gold Coast. In neuerer Zeit sind durch die Erweiterungen des Gebiets gen Westen neue Unterteilungen mit eigener Charakteristik und einem Kanalsystem entstanden. Einige der ertragreichsten Fischgründe der Gold Coast befinden sich vor dieser Küste und in den küstennahen Gewässern.
Im südwestlichen Teil des Stadtteils befindet sich der Laguna Lake, der von der Parkanlage der Elizabeth Sloper Gardens umgeben ist. Der Tallebudgera Creek Tourist Park am nördlichen Ende von Palm Beach bietet Urlaubsunterkünfte für Familien. Das angrenzende Tallebudgera Recreational Camp ist ein Fitnesscamp, das von Kindern aus ganz Queensland besucht wird.
Der Neptune Royal Life Saving Club war der erste Rettungsschwimmerverein in Australien, der nur aus Frauen bestand. Er überwacht bis heute das Mündungsgebiet des Tallebudgera Creek. Der Verein ist unabhängig und gehört als einziger an der Gold Coast nicht zur Organisation Surf Life Saving.
Örtliche Sportvereine sind unter anderem die Palm Beach Sharks (Fußball), die Palm Beach Currumbin Alleygators RUC (Rugby Union) und der Palm Beach Currumbin Australian Football Club.
Die Palm Beach Currumbin High School ist die örtliche Schule.